# La petita venedora de llumins
La petita venedora de llumins (títol original en danès, Den lille Pige med Svovlstikkerne) és un conte escrit per Hans Christian Andersen i publicat per primera vegada l'any 1845. S'ha adaptat a diversos mitjans de comunicació, incloent un curtmetratge d'animació, un musical de televisió i una història de realitat virtual animada anomenada Allumette.

## Argument
Explica la història d'una nena pobra que anava descalça. Venia llumins que ningú li comprava. Feia molt de fred i nevava. La nena encengué els llumins. Cada cop que encenia un llumí s'imaginava coses bones: un foc, una taula plena de suculents menjars i un arbre de Nadal que li agradava molt. Quan va encendre el darrer misto, va veure la imatge de la seva àvia que l'estimava molt. Juntes se'n van anar al cel, on no hi ha fred, ni gana ni por. L'endemà van trobar la petita venedora de llumins morta de fred.

## Inspiració
Una possible inspiració per a la història podria ser una talla del popular escultor de fusta danès Johan Thomas Lundbye en un calendari de 1843, que mostrava a un nen pobre que venia llumins: l'editor de l'almanac va enviar diverses il·lustracions a Andersen, que li va demanar que escrivís històries a les il·lustracions.
Una altra font d'inspiració pot ser el conegut conte de fades Star Stars, que anteriorment havia estat recopilat pels germans Grimm. L'aventura és sobre una jove que dona tot el que posseeix a la gent en dificultats i acaba sense res més que el seu amor per Déu. La història de Grimm varia, però acaba amb la noia que rep regals divins (diners que cauen de les estrelles) a canvi de la seva bondat.
Una altra font d'inspiració podria ser el viatge d'Andersen a Bratislava el 1841, on va ser testimoni que la ciutat de Devin va cremar i com les dones buscaven els fills desapareguts.
Finalment, H.C. La mare d'Andersen, Anne Marie Andersdatters, cita la infància com a font d'inspiració.

## Anàlisi
El conte pretén donar-nos una lliçó sobre la compassió: una realitat en les classes socials sumides en la misèria, fam i dolor, patint els embats de la natura sense tenir a algú que els auxiliï.
La història pretén provocar en els nens un sentiment de compassió a través de la tràgica història del nostre anònim personatge.

## Publicació
"The Little Match Girl" es va publicar per primera vegada el desembre de 1845 a Dansk Folkekalender. L'obra es va tornar a publicar com a part de "New Fairy Tales" (4 de març de 1848), Segon Volum, Segona Col·lecció ("Nye Eventyr" (1848), Andet Bind, Anden Samling) i de nou el 18 de desembre 1849 com a "Fairy Tales" (1850; Eventyr). L'obra també es va publicar el 30 de març de 1863 com a part de "Contes i històries de fades" (1863), Segon volum ("Eventyr og Historier" (1863), Andet Bind)

## Adaptacions

### Atraccions al parc d'atraccions
- El Sprookjesbos (en neerlandès bosc dels contes de fades) del parc d'atraccions d'Efteling als Països Baixos té una atracció en tres dimensions que mostra la història de La petita venedora de llumins anomenada Het Meisje met de Zwavelstokjes.[7] En aquesta atracció, es fa ús de la tècnica Fantasma de Pepper.

### Anime i manga
- En l'episodi 307 de Shin-chan, "Nene-chan és la tragèdia heroïna" (1999), la història inspira a Nene-chan a jugar a la Ventafocs amb els seus amics.
- El capítol 18 de la sèrie manga Binbou Shimai Monogatari (2004) repeteix el relat de "La petita venedora de llumins", amb els protagonistes Asu i Kyou amb un gir feliç.
- En el capítol 24 (volum 3) de "Love Hina", Kaolla Su fa que Shinobu es vesteixi com a caputxeta vermella per vendre llumins per recaptar diners a Okinawa. Quan aquesta trama falla inicialment i Shinobu comença a plorar, un bon nombre de transeünts es commouen per les llàgrimes i es preparen per comprar tots els llumins fins que les dues noies son expulsades per la Yakuza.
- En l'anime japonès Gakuen Alice, el personatge principal, Mikan Sakura prepara una obra sobre La petita venedora de llumins per guanyar diners.
- Episodi 201 de "Gin Tama", "Everybody's a Santa", parodia La petita venedora de llumins, on personatges de Gin Tama narren una recreació còmica de la història.
- "La noia que no ven els llumins però és lamentable de totes maneres" és l'episodi final de la sèrie d'anime 2010 Ōkami-san, que s'inspira en diversos contes de fades. L'episodi inclou un personatge anomenat Machiko Himura, que es basa en la noia dels petits llumins.
- "The Little Key Frames Girl", episodi 11 de l'anime  Shirobako  (2014), repeteix humorísticament tota la història de la noia dels llumins des d'un punt de vista més modern i més petit.
- A "Christmas Osomatsu-san", episodi 11 de l'anime  Osomatsu-san  (2015), Iyami actua amb humor com La petita venedora de llumins, morint al final.
- Match Shoujo, un manga de Sanami Suzuki (2014–15), es converteix en una pel·lícula d'acció en viu protagonitzada per Sumire Sato, com a personatge principal.[8]
- A "Let's Get Wiggy With It", episodi 2 de l'anime Bobobo-bo Bo-bobo (2003–05), Don Patch recita amb humor una història de qui venia xurros en temps de Nadal sense una compra, mostrant un xurro enterrat i cobert de neu al final, semblant a la mort.
- A "Troupe Dragon, On Stage! (They had a troupe nom, Huh)", episodi 10 de l'anime Miss Maid Kobayashi's Dragon Maid (2017), els personatges principals decideixen interpretar una representació de "La petita venedora de llumins" per a una residència infantil pel Nadal. Al llarg de l'episodi, els personatges afegeixen les seves pròpies idees a la història (com noies màgiques, fins al punt que la representació pràcticament no té cap semblança amb l'original.
- A "Yuri Yuri" episodi de la temporada 3 10, Akari i Kyoko coincideixen amb la llum per mantenir-se calents quan el Kotatsu no funciona. Veuen visions de gel raspat i un sopar de gall dindi. No obstant això, tots dos sobreviuen.
- La portada del capítol 43 (vol. 3) de Komi-san wa, Komyushou Desu. Mostra a Komi-san disfressada de la petita noia en un carrer nevat mantenint un llumí encès.

### Gravacions d'àudio
- El disc "Charles Dickens: A Christmas Carol" publicat per Peter Pan Records presenta una lectura del conte a la cara B.

### Pel·lícules

#### Pel·lícules temàtiques curtes de 16 mm
- El 1954, Castle Films va publicar una versió en anglès de 16 mm d'un curtmetratge d'acció en viu francès de 1952. En lloc de la seva àvia, la Mare de Déu, que creu que és la seva mare desapareguda, porta la noia al cel.

#### Pel·lícules d'animació
- Color Rapshodies (1937), una adaptació de dibuixos animats a color de Charles Mintz establert a la dècada de 1930 a la ciutat de Nova York, dirigida per Arthur Davis i Sid Marcus, i considerats entre les millors pel·lícules de l'estudi. Va ser nominat el 1937 al premi Oscar al millor curtmetratge d'animació, tot i que va perdre amb el curt The Old Mill de Disney. Aquesta versió de la història és lleugerament diferent de la història d'Andersen, concretament fins al final.
- The Tartelette (1967), un curtmetratge de Jacques Colombat inspirat en la història d'Andersen, amb un final amb un gir d'humor negre.
- Hans Christian Andersen no Sekai(1971), (El món de Hans Christian Andersen), pel·lícula d'animació de Toei Animation basada en les obres d'Andersen.
- En l'adaptació animada de 1978 de The Stingiest Man in Town, el personatge d'Ebenezer Scrooge es veu passant per una caricatura de la petita noia. La seva primera aparició mostra a Scrooge "comprar" dos paquets de llumins, només per pagar-li amb un botó del seu abric i continuar el seu camí rient a la seva costa, deixant-la desconcertada. La seva segona i última sortida a l'espai mostra que ella tremola del fred i d'una reformada Scrooge que li dona el seu abric i un grapat de monedes d'or.
- The Little Match Girl (2003), un curtmetratge d'animació de Junho Chung per a Fine Cut: KCET's Festival of Student Film.
- "The Little Match Girl" (2005), ADV Films adaptació publicada a Hello Kitty Animation Theater, Vol. 3 .
- La petita venedora de llumins(2006), el darrer dels quatre curtmetratges de Walt Disney Animation originalment destinats a formar part d'una  pel·lícula compilada, que va ser cancel·lada. Aquest curtmetratge es va desenvolupar com a pel·lícula independent i va ser nominat per al Premi de l'Acadèmia 2006 al millor curtmetratge d'animació perdent davant el poeta danès. Aquest curtmetratge va ser llançat posteriorment com a tret especial en el DVD Platinum Edition de 2006 de " La Sireneta" (1989). El 2015, el curtmetratge es va publicar a la  Walt Disney Animation Studios  Blu-ray Disc.[9]
- "Allumette" (2016) de Penrose Studios Alliberat com a pel·lícula d'animació gratuïta VR per a PS4 i PC.